# Eozubovskya longifurcula
Eozubovskya longifurcula is een rechtvleugelig insect uit de familie Dericorythidae. De wetenschappelijke naam van deze soort is voor het eerst geldig gepubliceerd in 2011 door Jin, Yu & Xu.